# Клепарів
Клепа́рів — місцевість Шевченківського району Львова, колишнє приміське село. Розташована між вулицями: Шевченка (з нижньою Городоцькою), Джерельна і Єрошенка; також прилягає (частково) до Кортумової Гори. Центральною віссю Клепарова є вулиця Клепарівська.

## Історія

Будівля читальні «Просвіти» на Клепарові (фото 1930 р.)

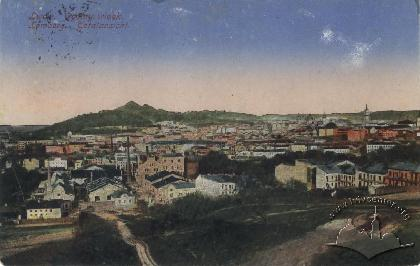
Панорама Клепарова (1915)

Клепарів відомий ще з XIII століття, коли король Данило споруджував навколо Львова укріплення для захисту від татар.
На початку XV століття міщанин Андрій Кльоппер з відомої львівської родини будівничих, що споруджувала навколо Львова мури, придбав 12 ланів цих земель. У 1419 році він спорудив тут маєток Кльоппергоф (що згодом трансформувалося у «Клепарів»). У «Географічному словнику Королівства Польського та інших країв слов'янських» стверджувалося про заснування села 1430 року.
У 1535—1560-х роках місто викупило цей багатий маєток з гарними землями, ставками та виноградниками (в давні часи Клепарів славився вирощуванням винограду та вибілюванням полотна). Мешканці Клепарова займалися городництвом і садівництвом. Далеко за межами Львова були відомі клепарівські черехи (гібрид вишні і черешні, що ріс тільки у Львові).
Окрасою вулиці Клепарівської є Будинок військових інвалідів (нині — Львівський державний університет безпеки життєдіяльності), який звели у 1855—1863 роках за проєктом віденського архітектора Теофіла ван Гансена. У комплексі також збудували каплицю у романо-візантійських формах (нині — церква Покрови Пресвятої Богородиці).
У XIX столітті тут (у північній частині Клепарова) збудували залізницю.
У 1892—1896 роках на розі з вулицею Золотою за проєктом архітектора Юліуша Гохберґера збудували комплекс будинків притулку для вбогих фундації брата Альберта.
У 1908 році вулицею Шевченка був прокладений електричний трамвай (тепер № 7).
З 1910 року тут діяла читальна «Просвіти», для якої зведено будівлю в стилі українського модерну (нині на вулиці Сосюри), згодом значно перебудована.
У 1930-х відкрили автобусну лінію на Клепарів — одну з перших у Львові.
Згідно розпорядження Ради міністрів Польської республіки від 11 квітня 1930 року та реалізації проєкту перспективного просторового розвитку «Великого Львова», який розробляли ще під керівництвом архітектора-урбаніста Ігнатія Дрекслера, у 1931 році Клепарів приєднали до Львова.

## В культурі
До альбому Віктора Морозова «Тільку ві Львові» входить пісня «Панна Францішка», у якій оспівані події, що відбуваються на Клепарові.
У того ж Віктора Морозова в альбомі «Серце батяра» є пісня «Зеник» — про «закутого батяра» Зеника, який жив на Клепарові.

## Сакральні споруди
- Церква Святого Івана Хрестителя (УГКЦ) (вул. Варшавська, 33);
- Церква Святого Андрія (УГКЦ) (вул. Варшавська, 38);
- Військовий храм Стрітення Господнього (УГКЦ) (вул. Клепарівська, 30);
- Церква Покрови Пресвятої Богородиці (ПЦУ) (вул. Клепарівська, 35).

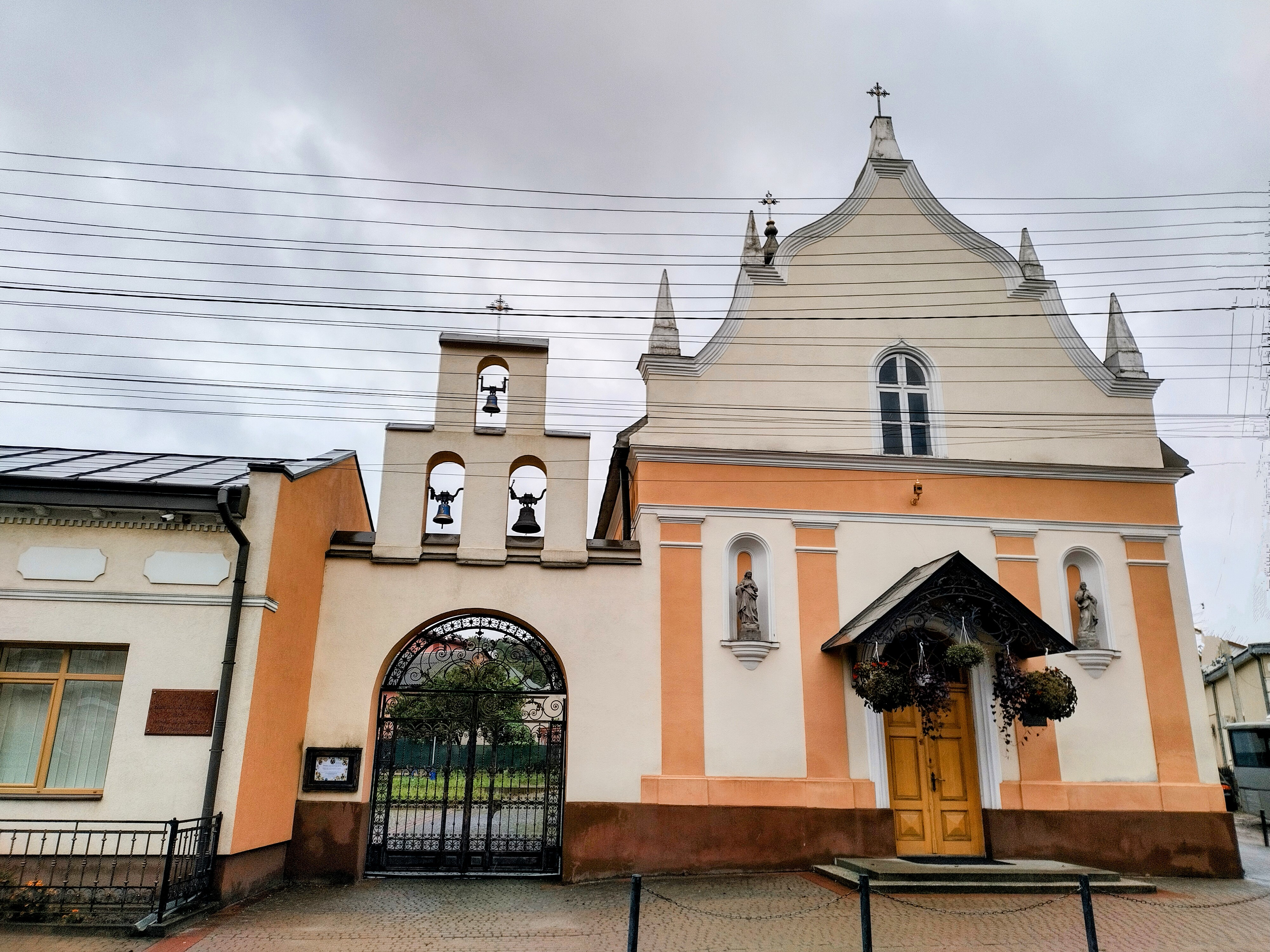
Церква Святого Івана Хрестителя
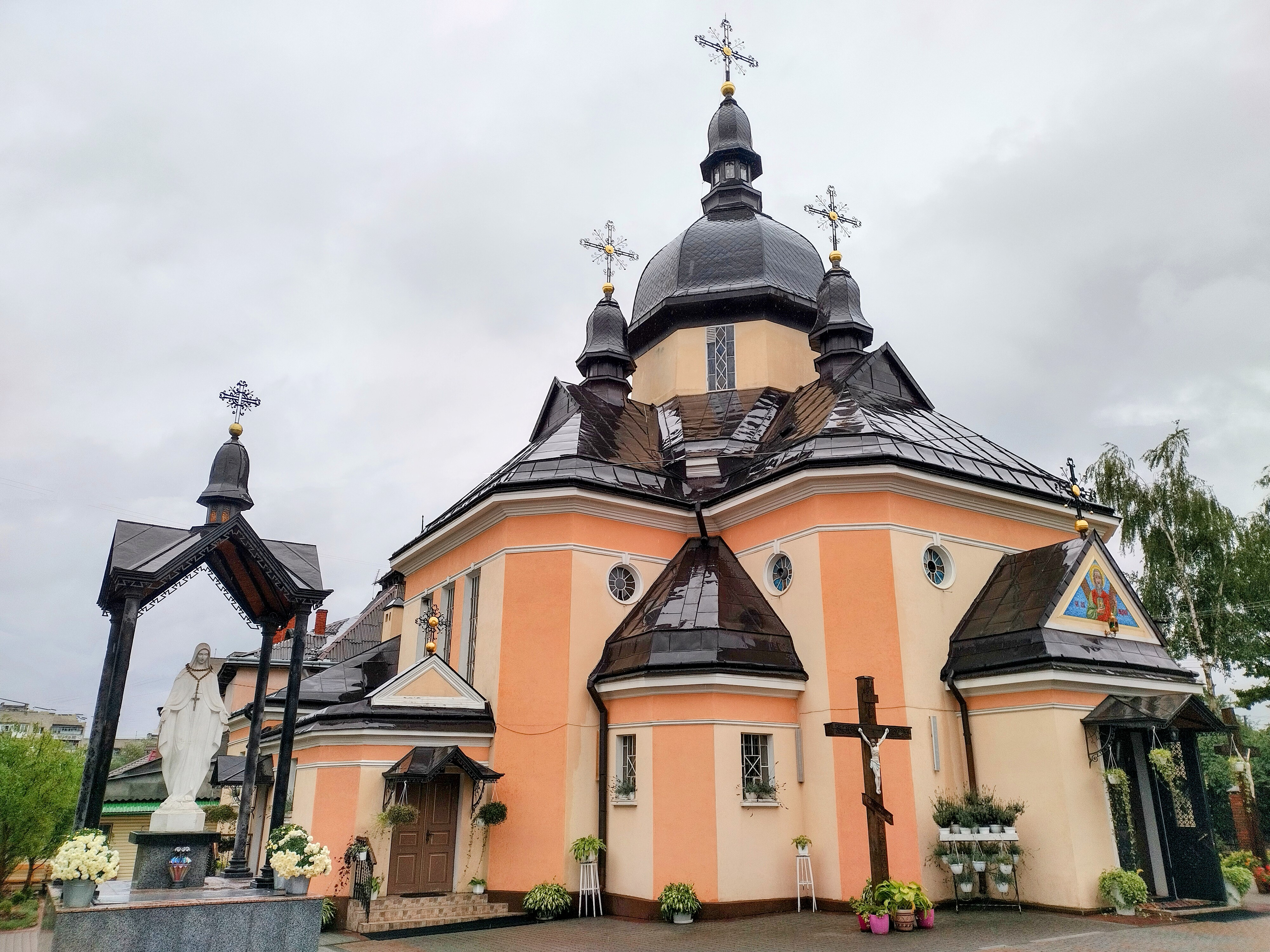
Церква Святого Андрія
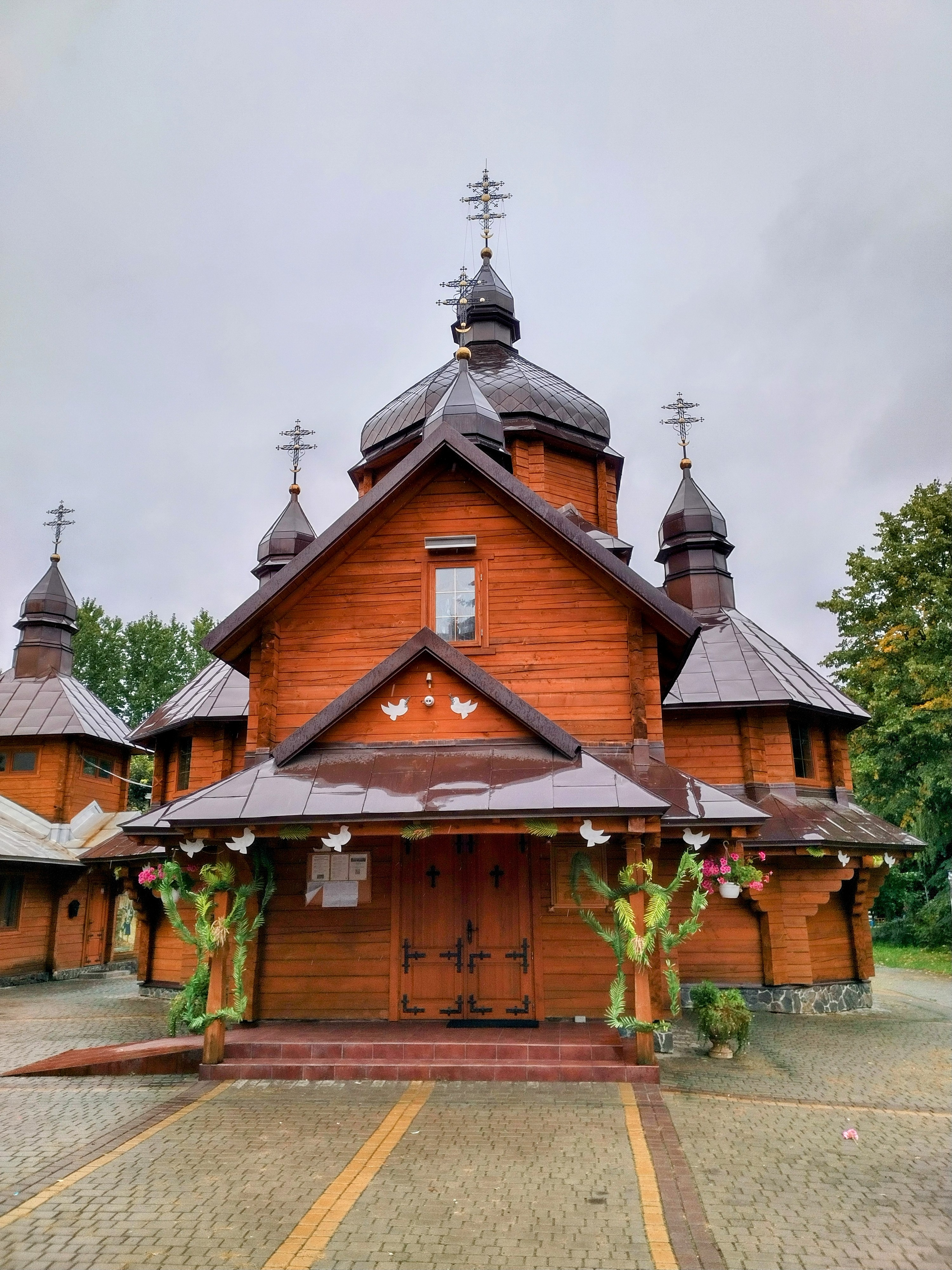
Військовий Храм Стрітення Господнього
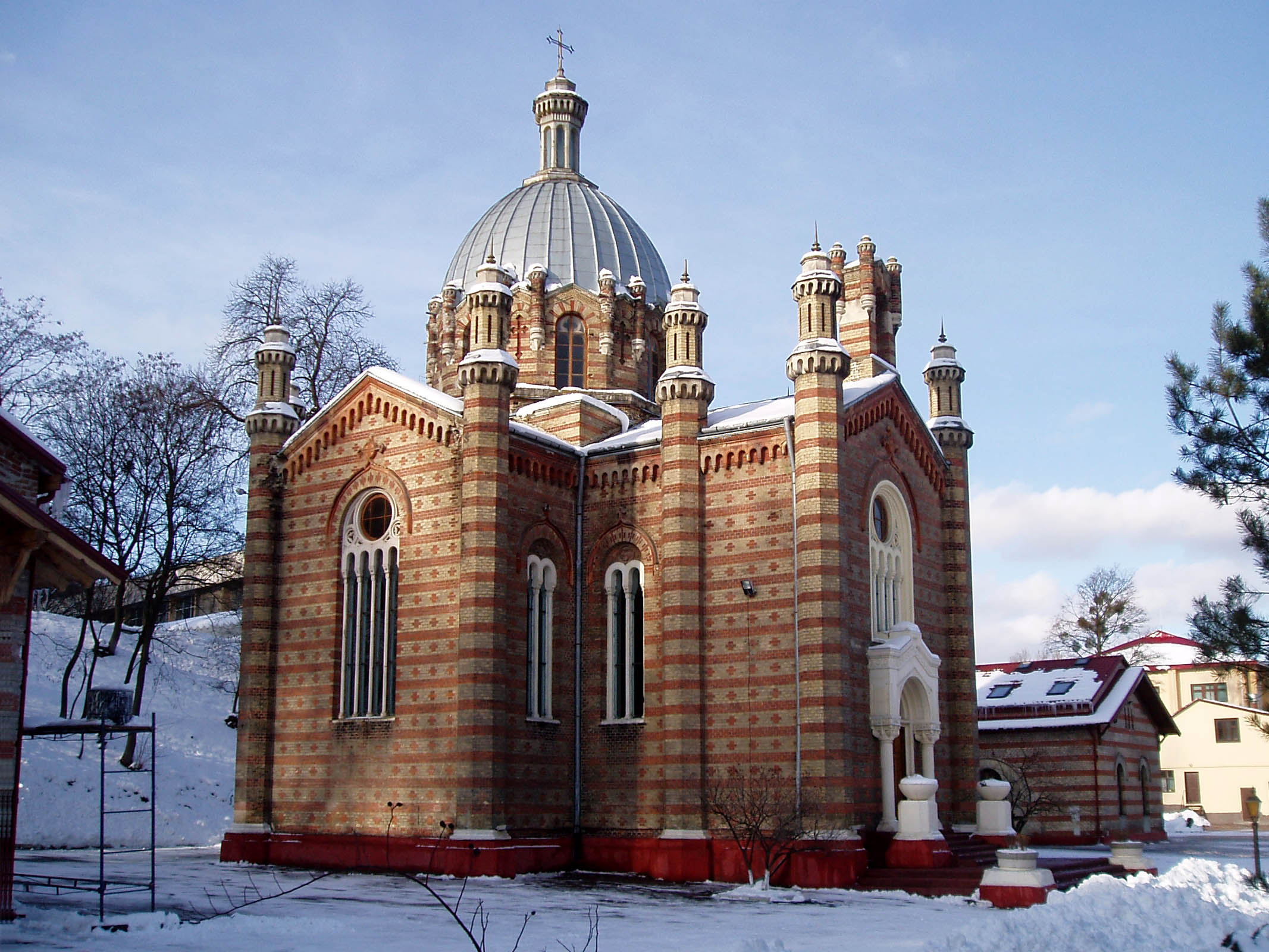
Церква Покрови Пресвятої Богородиці

## Важливі споруди
- Янівський цвинтар
- Краківський ринок